# Rodney Davis
Rodney Lee Davis (Des Moines, 5 gennaio 1970) è un politico statunitense, membro della Camera dei Rappresentanti per lo stato dell'Illinois.

## Biografia
Nato nell'Iowa, Davis si trasferì nell'Illinois, dove frequentò l'università. Dopo gli studi lavorò come collaboratore di vari politici repubblicani e nel 1996 tentò infruttuosamente di farsi eleggere all'interno della legislatura statale dell'Illinois.
Nel 1998 organizzò con successo la campagna elettorale per la riconferma del deputato John Shimkus e lavorò come suo collaboratore per diversi anni. Nel frattempo nel 2000 cercò senza successo di farsi eleggere sindaco del suo paese.
Nel 2012 si candidò alla Camera dei Rappresentanti e vinse le elezioni di misura. Fu riconfermato per altri quattro mandati negli anni successivi. Ricandidatosi per le elezioni del 2022, perse le primarie repubblicane contro la deputata Mary Miller, dovendo abbandonare il seggio dopo 10 anni di servizio.
Davis è sposato con Shannon e ha tre figli.